# Aït Milk
Aït Milk (en àrab آيت ميلك, Ayt Mīlk; en amazic ⴰⵢⵜ ⵎⵉⵍⴽ) és una comuna rural de la província de Chtouka-Aït Baha, a la regió de Souss-Massa, al Marroc. Segons el cens de 2014 tenia una població total de 10.370 persones.